# 인도의 녹색 혁명

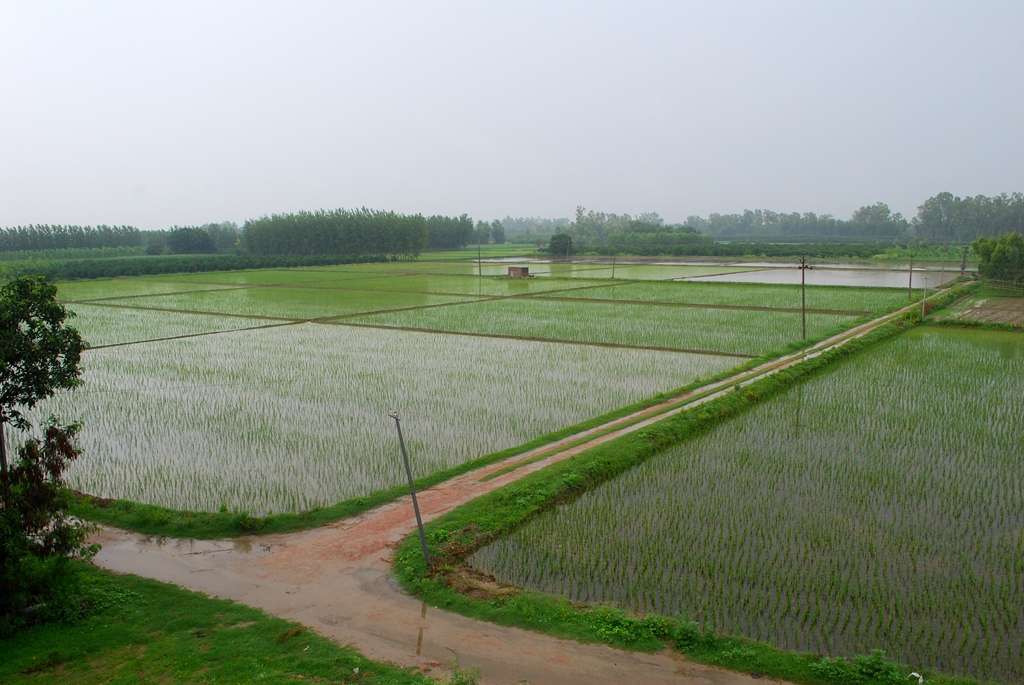
펀자브주는 인도의 녹색 혁명을 이끌었고 인도의 곡창지대로 불린다.

인도의 녹색 혁명은 인도에서의 농업 근대화를 일컫는 표현으로 고수확 변종 종자, 농구 기계화, 관개 시설, 살충제, 비료 사용과 같은 기술을 도입하여 발생했다. 인도의 녹색 혁명 과정에서는 농학자 M. S. 스와미나탄, 노먼 볼로그 및 식량농무부 장관을 역임한 치담바람 수브라마니암 등이 주된 활약을 했다.